# Кош охраны государственного имущества
Кош охраны государственного имущества (укр. Кіш охорони державного майна; полное название — Кош охраны государственного имущества при Министерстве продовольствия Украинской Народной республики) – военное формирование УНР.
Кош был сформирован в Виннице в середине февраля 1919 года Николаем Чеботарёвым, который был его бессменным атаманом. Личный состав коша был набран путём вольного найма из населения подольских сёл.
Главной причиной создания подразделения стали постоянные нападения крестьян на государственные транспортные средства, перевозящие сахар в Галицию. Общим назначением коша была охрана государственного имущества.
Атаман коша полковник Николай Чеботарёв подчинялся непосредственно министру продовольствия УНР Михаилу Тимофееву.
С отходом фронта на запад в конце апреля 1919 года кош был расформирован. Около двух сотен казаков были демобилизованы, другие несколько сотен казаков и старшин (офицеров) вместе с Николаем Чеботарёвым стали основой контрразведывательной части Разведывательного отдела Штаба Действующей Армии УНР.